# Питангейрас (Сан-Паулу)
Питангейрас (порт. Pitangueiras)  —  муниципалитет в Бразилии, входит в штат Сан-Паулу. Составная часть мезорегиона Рибейран-Прету. Входит в экономико-статистический  микрорегион Жаботикабал. Население составляет 34 190 человек на 2006 год. Занимает площадь 429,577 км². Плотность населения — 79,6 чел./км².

## История
Город основан 27 июля 1858 года.

## Статистика
- Валовой внутренний продукт на 2003 составляет 330.282.279,00 реалов (данные: Бразильский институт географии и статистики).
- Валовой внутренний продукт на душу населения на 2003 составляет 10.069,89 реалов (данные: Бразильский институт географии и статистики).
- Индекс развития человеческого потенциала на 2000 составляет 0,764 (данные: Программа развития ООН).